# Saint-Laurent-Chabreuges
Saint-Laurent-Chabreuges is een gemeente in het Franse departement Haute-Loire (regio Auvergne-Rhône-Alpes) en telt 255 inwoners (2004). De plaats maakt deel uit van het arrondissement Brioude.

## Geografie
De oppervlakte van Saint-Laurent-Chabreuges bedraagt 8,2 km², de bevolkingsdichtheid is 31,1 inwoners per km².
De onderstaande kaart toont de ligging van Saint-Laurent-Chabreuges met de belangrijkste infrastructuur en aangrenzende gemeenten.

## Demografie
Onderstaande figuur toont het verloop van het inwonertal (bron: INSEE-tellingen).